# São José da Lagoa Tapada
São José da Lagoa Tapada är en kommun i Brasilien.   Den ligger i delstaten Paraíba, i den östra delen av landet, 1 500 km nordost om huvudstaden Brasília. Antalet invånare är 7 564.
Omgivningarna runt São José da Lagoa Tapada är huvudsakligen savann. Runt São José da Lagoa Tapada är det ganska glesbefolkat, med 22 invånare per kvadratkilometer.